# La Guinguette
Pour les articles homonymes, voir Guinguette (homonymie).
La Guinguette est un roman de l'écrivain Bernard Clavel paru en 1997 aux éditions Albin Michel et écrit entre les années 1992 et 1997 (Tramonet, avril 1992 - Capian, 7 avril 1997).

## Introduction et présentation

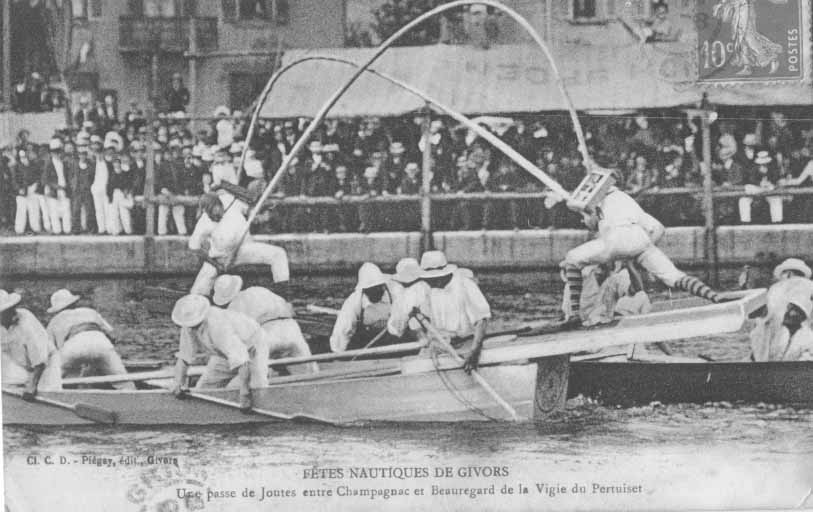
Joutes givordines

La Guinguette est comme le Rhône qui la fait vivre : bonasse d’ordinaire, avec des coups de gueule de temps en temps, vagues sans conséquences qui claquent parfois, mais aussi terrible dans ses fureurs soudaines qui font sortir le fleuve de son lit comme elles font sortir La Guinguette de ses gonds, « une belle force est en elle, pareille à celle du fleuve en crue que rien n’arrête mais qui ne s’énerve jamais ».
La colère des éléments déchaînés répond comme en écho à la folie des hommes. C’est un thème récurrent dans l’œuvre de Clavel, surtout le Rhône qu’il a chanté dans d’autres romans comme Brutus ou Les Roses de Verdun, un fleuve en furie dans La Révolte à deux sous ou La Table du roi.
On retrouve ici non seulement le Rhône mais aussi ce petit peuple pauvre et solidaire qu’il connaît bien, qui vit de la pêche en aval de Lyon quand le Rhône était encore sauvage et qu’il a aussi mis ne scène dans des romans comme Pirates du Rhône ou Le Seigneur du fleuve. On retrouve aussi le thème de l’engrenage de la violence, celle des hommes entraînés dans une vengeance destructrice comme dans Meurtre sur le Grandvaux ou celle de la guerre qui prépare Les Grands Malheurs.

## Contenu et Résumé

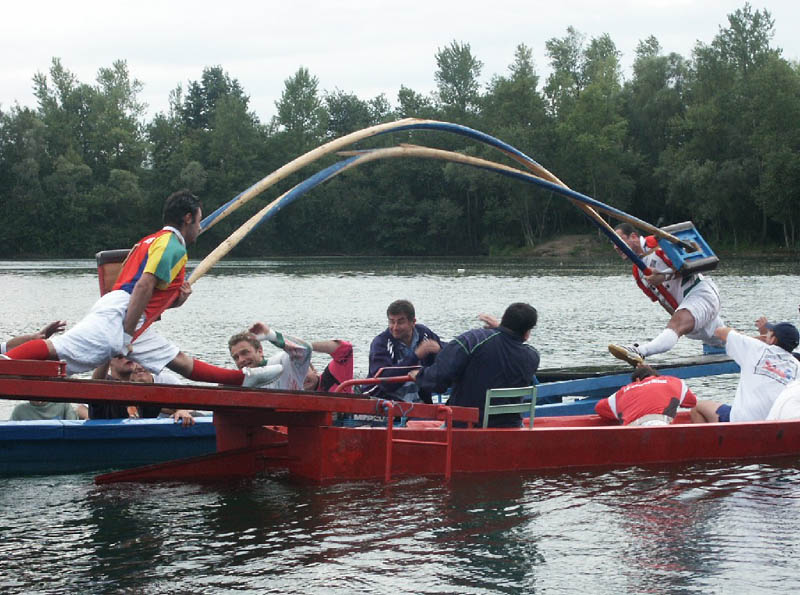
Joutes lyonnaises

Pour une mère comme La Guinguette, le malheur, ça se sent, ça se devine. Félicienne Marquand, surnommée La Guinguette, est inquiète, son fils n’est pas rentré depuis la veille. Avec sa stature impressionnante, elle manie la harpie de sa barque comme un fétu, mais malgré ça, l’angoisse s’installe. Et le malheur arrive avec le garde-champêtre : son fils Paul a été hospitalisé à Lyon. La Guinguette, cette force de la nature, est anéantie devant le cadavre de son fils. Ce n’est pas possible, que s’est-il passé ? Mais cette mère courage n'est pas du genre à se laisser abattre même si les premiers jours elle semble brisée par ce drame.

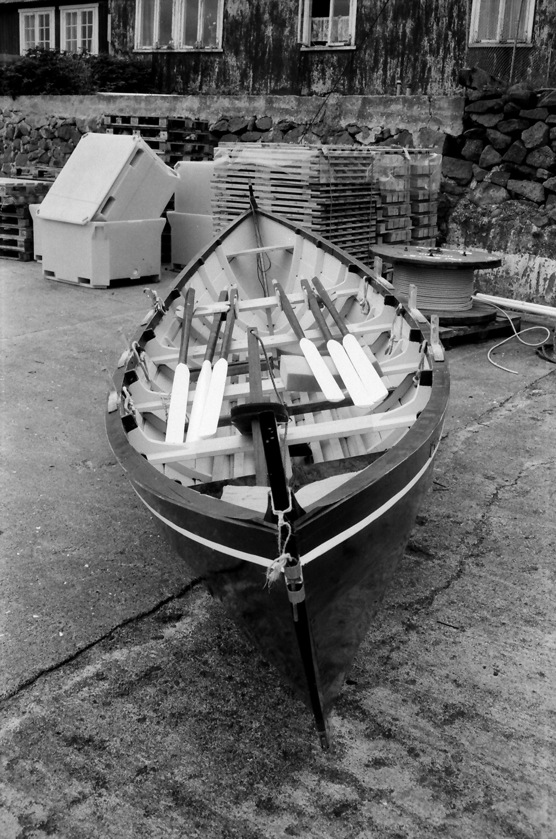
Barque

Ses amis Constance et Honoré Fisbœuf la soutiennent comme ils peuvent. Solidarité des pauvres. Mais que faire devant une telle douleur ? Elle se sent démunie face au système policier, à ce flic Lopez qui a tabassé son fils à mort, face à la complexité de l’appareil judiciaire. L’hommage du village est à la mesure de l’estime que chacun portait à Paul Marquand, engagé dans la vie du village, membre de la société de sauvetage et des joutes nautiques. 
Que faire après un tel drame, quand elle se retrouve seule ? La justice, elle y a bien pensé, et même consulté un avocat, mais les juges, les avocats, tout ça c’est un autre univers pour elle, un monde inconnu et intimidant. Comme souvent chez Bernard Clavel, la tragédie se noue, rapide et inexorable. La logique implacable de la violence se développe, s’impose comme unique solution, dénouement libérateur et fatal. Le désespoir l’a emporté, « à présent, elle n’a plus à trembler pour personne. Et elle se dit que c’est bon d’avoir à trembler pour quelqu’un parce que c’est la preuve qu’on a un être à aimer ».
Rien ne peut faire dévier La Guinguette de son idée : elle et ce Lopez, l’assassin de son fils, seront unis par la mort, lestés par les énormes gueuses de fonte, au fond de ce Rhône qu’elle aimait tant.